# Salah Reis
Salah Reis (en turco: Salih Reis, en árabe: صالح ريس‎) (c. 1488 - 1568) fue el séptimo rey de Argel, un corsario y almirante otomano. Se le conoce alternativamente como Salah Rais, Salih Rais, Salek Rais y Cale Arraez en varias fuentes europeas, particularmente en Inglaterra, Francia e Italia.
En 1529, junto con Aydın Reis, participó en la batalla turco-española de Formentera cerca de la isla balear de Formentera, durante la cual las fuerzas otomanas destruyeron la flota española, cuyo comandante, Rodrigo de Portuondo, murió en combate.
En 1538 comandó el ala derecha de la flota turca en la batalla naval de Préveza, donde las fuerzas otomanas al mando del corsario Barbarossa Hayreddin Pasha también conocido como Barbarossa o Barbarroja derrotaron a la Santa Liga de Carlos V al mando de Andrea Doria.
En 1551, debido a su éxito en la conquista de Trípoli (Libia) junto con Turgut Reis y Sinan Pasha, fue ascendido al rango de Pasha o Bajá y se convirtió en el Beylerbey (equivalente otomano de Gran Duque) de Argel y el Bahriye Beylerbeyi (Almirante) de la Flota Otomana del Mediterráneo Occidental.

## Biografía

### Antecedentes y carrera temprana
Salah Reis nació en Alejandría en el Egipto otomano y era de origen árabe o morisco.
Siendo muy joven se unió a la flota de Oruç Reis (Aruj Barbarossa), uno de los hermanos Barbarossa y el más famoso de los corsarios turcos y corsarios de Anatolia que buscaban fortuna en el Mediterráneo occidental operando desde sus bases en la Costa de Berbería. Adquirió experiencia en la navegación como miembro de la tripulación de los hermanos Barbarossa, Oruç Reis y Hızır Reis, y pronto se convirtió en uno de sus principales lugartenientes.
Salih Reis tenía alrededor de 30 años cuando Oruç Reis murió en 1518 durante una batalla contra los españoles en Argelia. A partir de 1518, se unió a la flota de Hızır Reis, quien heredó el título de Barbarroja de su hermano mayor, Baba Oruç (Padre Aruj).
En 1520 fue a Djerba junto con Hızır Reis y Turgut Reis, y ese mismo año asaltó la ciudad argelina de Bône, que estaba bajo control español.

### Carrera en la Armada Otomana
En 1529, al mando de una fuerza de 14 galeones, Salah Reis asaltó el Golfo de Valencia antes de unirse a la flota de Aydın Reis que participó en la guerra turco-española cerca de la isla de Formentera, donde las fuerzas otomanas destruyeron la flota española, cuyo comandante, Rodrigo de Portuondo, muerto en combate. Durante la guerra, Salah Reis capturó la galera del capitán Tortosa y tomó como prisionero de guerra al hijo del almirante Portuondo, comandante español.
El sultán otomano Solimán el Magnífico convocó a Jaireddín Barbarroja a Constantinopla y zarpó en agosto de 1532, con Salah Reis como oficial en la flota de Barbarroja. Después de asaltar Cerdeña, Bonifacio en Córcega, las islas de Montecristo, Elba y Lampedusa, la flota capturó 18 galeras cerca de Messina y supo por los prisioneros capturados que Andrea Doria, el almirante genovés al servicio del emperador Carlos V, estaba en camino. a Preveza. Barbarroja procedió a asaltar las costas cercanas de Calabria y luego navegó hacia Preveza. Las fuerzas de Doria huyeron después de una breve batalla, pero solo después de que Barbarroja, acompañado por Salah Reis y Murat Reis, capturaron siete de sus galeras. Barbarroja llegó a Preveza con un total de 44 galeras, pero envió 25 de ellas de regreso a Argel y se dirigió a Constantinopla con 19 barcos, uno de los cuales estaba comandado por Salah Reis, quien, junto con Murat Reis, fue uno de los 19 hombres recibidos por Solimán el Magnífico en el Palacio de Topkapı. Suleiman nombró a Barbarossa Kaptan-ı Derya (Almirante de la Flota) de la Armada Otomana y Beylerbey (Gobernador General) del Norte de África. Barbarroja también recibió el derecho sobre el gobierno de la provincia de Rodas y las de Eubea y Quíos en el mar Egeo. Salah Reis, por su parte, fue ascendido al rango de Comodoro.
En 1533 Barbarroja y Salah Reis operaron juntos contra los puertos controlados por los españoles en el Mar Mediterráneo.
En julio de 1535, Salah Reis fue designado por Barbarossa Hayreddin Pasha para la tarea de defender Túnez. Acompañado por Cafer Reis y unos pocos soldados turcos, Salah Reis se encontró con las fuerzas de Girolamo Tuttavilla, conde de Sarno, cuya fortaleza estaba cerca de las murallas de la ciudad de La Gouleta. Salah Reis fingió retirarse y finalmente derrotó y atrapó a las fuerzas de Tuttavilla, que lo persiguieron. Tuttavilla murió en combate y su fortaleza fue capturada por los turcos. Todavía en julio de 1535, Salah Reis ayudó a Hasan Reis (más tarde Hasan Pasha), hijo de Barbarroja, a gobernar Argel. En 1536, Barbarroja y Salah Reis fueron llamados de regreso a Constantinopla para tomar el mando del ataque naval otomano contra el Reino Habsburgo de Nápoles. En julio de 1537 los turcos desembarcaron en Otranto y capturaron la ciudad, así como la Fortaleza del Castro y la ciudad de Ugento en Apulia.
En agosto de 1537, Lütfi Pasha y Barbarroja dirigieron una enorme fuerza otomana, en la que también participó Salah Reis, que capturó las islas del Egeo y el Jónico pertenecientes a la República de Venecia, a saber, Syros, Egina, Ios, Paros, Tinos, Karpathos, Kasos y Naxos. En el mismo año, Barbarroja capturó la isla de Corfú de manos de los venecianos y una vez más asaltó la región de Calabria. Estas pérdidas hicieron que Venecia le pidiera al Papa Pablo III que organizara una Liga Santa contra los otomanos.

#### Batalla de Préveza

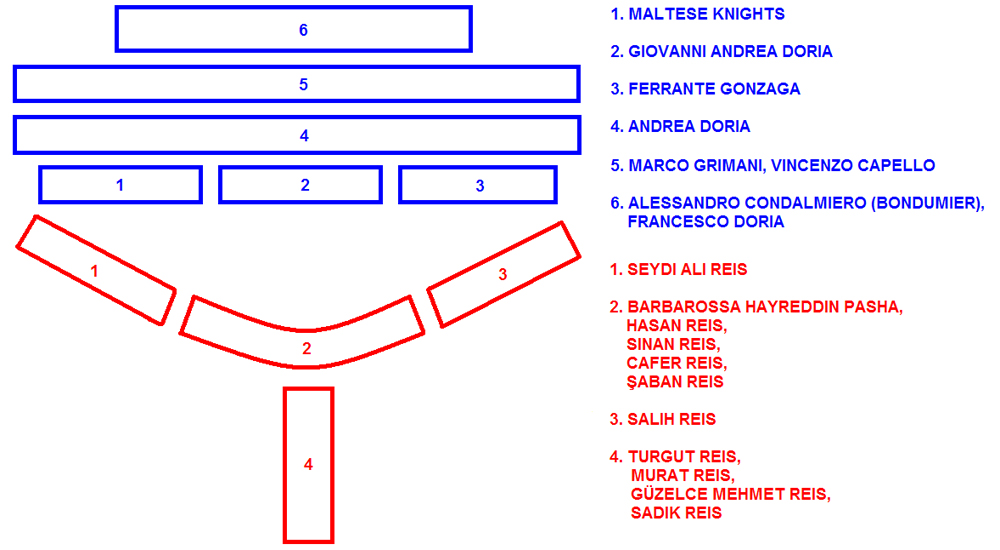
Salah Reis comandó el ala derecha de la flota turca en la batalla naval de Preveza en 1538.

En febrero de 1538, el Papa Pablo III logró reunir una Liga Santa (compuesta por el Papado, Imperio Español, el Sacro Imperio Romano Germánico, la República de Venecia y los Caballeros de Malta) contra los otomanos, que sería comandada por el almirante Andrea Doria, almirante en jefe de Carlos I de España y V Emperador del Sacro Imperio Romano Germánico.
Salah Reis, ahora un Bahriye Sancakbeyi (Contralmirante, Mitad superior) comandó las 24 galeras que formaron el ala derecha de la flota otomana durante la Batalla de Preveza en septiembre de 1538, en la que las fuerzas turcas numéricamente inferiores de Barbarossa Hayreddin Pasha ganaron con una aplastante victoria. victoria sobre la Liga Santa bajo el mando de Andrea Doria. En uno de los incidentes más famosos de la batalla, Salah Reis y sus hombres abordaron y asaltaron el Galeone di Venezia (Galeón de Venecia), el enorme buque insignia veneciano bajo el mando de Alessandro Condalmiero, junto con otras dos galeras venecianas que se alejaron del resto de la flota veneciana debido a la gran pérdida de remeros que resultó de la amarga lucha.

#### Recuperación de Castelnuovo y conquista de las islas venecianas en el Egeo
En junio de 1539, Salah Reis zarpó de Constantinopla con 20 galeras, y cerca del cabo Malea se unió a la flota de Barbarroja, que tenía la misión de recuperar Castelnuovo, actual Herceg Novi en Montenegro, de manos de los venecianos. En el camino a Castelnuovo, su flota combinada capturó las islas de Skiathos, Skyros, Andros y Serifos de también propiedad de los venecianos. En agosto de 1539, Barbarossa Hayreddin Pasha, Turgut Reis y Salah Reis sitiaron Castelnuovo y recuperaron la ciudad. También capturaron el cercano Castillo de Risan y luego asaltaron la fortaleza veneciana de Kotor y la fortaleza española de Santa Veneranda cerca de Pésaro. Más tarde, la flota turca tomó los puestos avanzados cristianos restantes en los mares Jónico y Egeo. Venecia finalmente firmó un tratado de paz con el sultán Solimán el Magnífico en octubre de 1540, acordando reconocer las ganancias territoriales turcas y pagar 300.000 ducados de oro.

#### Operaciones en la costa francesa y Cataluña
Según algunos recursos turcos, en 1540, Salah Reis estaba junto con Turgut Reis en Girolata, Córcega, donde los dos fueron capturados por las fuerzas combinadas de Giannettino Doria (sobrino de Andrea Doria), Giorgio Doria y Gentile Virginio Orsini mientras reparaban sus barcos en el puerto. Estas fuentes también mencionan que tanto Salah Reis como Turgut Reis fueron obligados a convertirse en esclavos de los remos en barcos genoveses hasta que fueron liberados por Barbarossa Hayreddin Pasha en 1544, quien amenazó con atacar el puerto de Génova con su enorme flota de 210 barcos.
Sin embargo, fuentes francesas, italianas y españolas reconocen el cautiverio (1540) y la liberación (1544) de Turgut Reis, pero no mencionan el cautiverio de Salah Reis. Es probable que la estrecha amistad entre Salah Reis y Turgut Reis y sus numerosas operaciones conjuntas posiblemente hayan causado confusión.
De hecho, según fuentes francesas, italianas y españolas, Salah Reis participó en la conquista franco-otomana de Niza el 5 de agosto de 1543, bajo el mando de Barbarossa Hayreddin Pasha. Según las mismas fuentes, tras la conquista de Niza, Salih Reis comandó la fuerza otomana de 20 galeras y 3 fustas que asaltaron la Costa Brava en Cataluña, España, ese mismo año. A principios de octubre de 1543, Salah Reis desembarca sus tropas en Rosas y saquea la ciudad. Al día siguiente, Salah Reis se presentó en las Islas Medas hacia  1 km de la costa de Estartit, antes de seguir hacia Palafrugell y Palamós, siendo esta última severamente saqueada tras una feroz batalla por su captura. Desde allí Salah Reis se dirigió a la cercana San Juan de Palamós, que también fue saqueada, y capturó a la galera española Bribona frente a las costas de Calella, pueblo pesquero de la zona. Posteriormente desembarcó sus tropas en Ampurias y Cadaqués, capturando y saqueando ambas ciudades, antes de navegar hacia Argel. Fue visto navegando junto con Barbarroja en la primavera de 1544.

#### Operaciones en Sicilia, Malta y el Mediterráneo Occidental
A mediados de junio de 1548, Salah Reis apareció en el puerto de Capo Passero en Sicilia con una fuerza de 18 barcos, antes de aparecer en la isla de Gozo en Malta con 12 barcos, habiendo enviado 6 de sus barcos a Argel donde se unirían a Turgut Reis, por orden que recibió. de Hüseyin Çelebi.
En el otoño de 1550, Andrea Doria se puso en contacto con Salah Reis e intentó convencerlo de servir a España en lugar del Imperio Otomano, pero fracasó.

#### Conquista de Trípoli (Libia) y posterior ascenso al rango de Bahriye Beylerbeyi de Argel
En junio-agosto de 1551, Salah Reis se unió a la flota de Sinan Pasha y Turgut Reis y desempeñó en ella un papel importante para la conquista de Trípoli (Libia), que había sido hasta entonces una posesión de la  Orden de los Caballeros de San Juan desde 1530, cuando fue entregado por Carlos V de España. Bombardeó la fortaleza de los Caballeros desde una distancia de aproximadamente 150 escalones, lo que finalmente obligó a Gaspare de Villers, su comandante, a rendirse. Salah Reis regresó a Constantinopla, donde, debido a su éxito en la conquista de Trípoli, fue ascendido al rango de Bahriye Beylerbeyi (Almirante) de la Flota Otomana del Mediterráneo Occidental y fue nombrado Beylerbeyi (el equivalente otomano de Gran Duque). de Argel en 1551.
En abril de 1552 llegó a Argel, y más tarde zarpó hacia Sicilia, donde capturó un barco maltés. En el verano de 1552, se unió a las fuerzas de Turgut Reis que desembarcaron en el golfo de Nápoles, y junto a él asaltaron más tarde las costas del Lacio y la Toscana. Desde allí Salah Reis navegó hasta Marsella, antes de capturar y saquear la Isla de Mallorca (Mallorca).

#### Marchando por tierra hacia el desierto del Sahara (1552)
Desde Mallorca navegó de regreso a Argel, donde preparó a sus tropas para marchar por tierra hasta el desierto del Sahara y expandir el Viliato otomano (provincia) de Argelia hacia el interior. Las tropas avanzaron hacia el sur y capturaron la ciudad de Touggourt, construida alrededor de un oasis en el sur de Argelia. Desde allí los turcos marcharon hacia Ouargla, encontrando una ciudad fantasma cuyos habitantes huyeron al enterarse de su llegada.

#### Restablecimiento del Rey Wattassid en Fez
En 1549, el nuevo gobernante de Marruecos, Mohammed ash-Sheikh, derrocó con éxito al sultán Wattasid Ali Abu Hassun, este último gobernaba solo Fez y la región circundante y acababa de declararse vasallo de los otomanos. Ash-Sheikh incluso capturó Tremecén poniendo fin al gobierno de la dinastía Abdelwadid sobre la ciudad. Ahora avanzaba más hacia el este en Argelia y así atacó a los turcos otomanos. Esto desencadenó un contraataque otomano, que recuperó Tremecén en 1552 y avanzó hacia Fez donde restableció al rey Wattasid Ali Abu Hassun en 1554, a su vez los recompensó con el puerto de "Badis" en la costa mediterránea, que había sido previamente capturado de los españoles en 1522. Pero esto duró solo unos meses ya que en septiembre de 1554, Mohammed ash-Sheikh reconquistó Fes y derrotó a Abu Hassun y sus aliados otomanos, en la batalla de Tadla.

#### Regreso a Argelia
En 1555 la Armada francesa, entonces aliada con el Imperio Otomano de Solimán el Magnífico, envió un destacamento a Argel para pedir la ayuda de Salah Reis contra los españoles. Salah Reis aceptó la solicitud y concedió 22 de sus galeras, que transportaban soldados y cañones turcos, al servicio de la flota francesa. Más tarde, con su fuerza restante de 40.000 hombres, puso sitio a Bugía. Después de 14 días de continuo bombardeo de artillería, destruyó las dos principales defensas de las murallas de la ciudad: la Fortaleza de Vergelette que controlaba la entrada del puerto y el castillo español que se encontraba justo en frente de las murallas de la ciudad. El gobernador español de Bugía, Alfonso di Peralta, decidió hacer las paces con Salah Reis en lugar de seguir defendiendo la ciudad hasta el amargo final. Según el pacto, los turcos permitieron que todos los habitantes españoles supervivientes de Bugía regresaran a salvo a España con sus pertenencias, y que las fuerzas españolas se llevaran sus cañones y armas. Sin embargo, aunque el gobernador, Alfonso di Peralta, pudo navegar a salvo hasta Valencia, junto con 20 de sus altos funcionarios, en un barco francés, algunos de los civiles españoles (alrededor de 400 hombres, 120 mujeres y 100 niños) fueron capturados. y esclavizados por los corsarios que operaban en la zona. Alfonso di Peralta fue detenido nada más entrar en el puerto de Valencia y Carlos V ordenó su ejecución por traición, que tuvo lugar en una plaza pública de Valladolid.
Más tarde ese año, Salah Reis conquistó el Peñón de Vélez de la Gomera de los españoles, antes de navegar a Constantinopla, donde fue recibido por el sultán.

#### Sitio de Orán, 1556 y 1563
En 1556 abandonó Constantinopla y zarpó hacia el bastión español de Orán en Argelia, que asaltó con una fuerza de 30 galeras. Destruyó los fuertes españoles que defendían la entrada del puerto, pero no pudo capturar la ciudad debido a la feroz resistencia de la población local y de la guarnición del ejército español. Luego retiró su flota a Argel.
En abril de 1563, al mando de una fuerza de 10.000 soldados, volvió a poner sitio a Orán y Mazalquivir, esta vez también con la ayuda de Turgut Reis que lo apoyó con una fuerza de 20 barcos y 20 piezas de artillería de asedio. Orán volvió a defenderse hasta el final, hasta que fue salvada por una gran fuerza española que llegó en junio, pero los turcos bombardearon y destruyeron la Fortaleza de Mazalquivir.

#### Asedio de Malta, 1565
En agosto de 1565, Salah Reis participó en el asedio turco a Malta y comandó una fuerza de 15.000 soldados que atacó el fuerte de San Miguel. Hacia fines de agosto logró instalar una poderosa mina que atravesó las murallas y atacó el bastión con 4.000 hombres. Mientras tanto, Lala Kara Mustafa Pasha comandó el ataque principal contra el Fuerte San Miguel, hasta que casi muere por un disparo de cañón que lo hirió gravemente. Salah Reis luego tomó su lugar y colocó sus tropas alrededor de las ruinas del Bastión de Castiglia. Los turcos lograron capturar el Fuerte San Telmo en la isla principal, pero a costa de demasiadas bajas, entre ellas el famoso Turgut Reis que tenía para entonces 80 años cuando murió en Malta, poco antes de la toma del Fuerte San Telmo. El sitio finalmente se levantó cuando una gran flota cristiana que se reunió para apoyar a los Caballeros malteses llegó a la isla.

#### Muerte en Argel, 1568
El asedio de Malta fue también la última misión de Salah Reis, que en ese momento tenía alrededor de 77 años. Murió en Argel 3 años después, en 1568, cerca de los 80 años, al igual que su amigo de toda la vida Turgut Reis.
Turgutlu y Salihli son dos centros urbanos vecinos dentro de la provincia de Manisa en la región del Egeo de Turquía.

## Legado
Salah Reis pertenecía a la generación de grandes marineros turcos del siglo XVI, como Kemal Reis, Oruç Reis, Barbarossa Hayreddin Pasha, Turgut Reis, Kurtoğlu Muslihiddin Reis, Piri Reis, Piyale Pasha, Murat Reis y Seydi Ali Reis.
Jugó un papel importante en la Batalla de Préveza (1538) que aseguró el dominio turco del Mediterráneo durante su vida, hasta la Batalla de Lepanto (1571) que tuvo lugar 3 años después de su muerte.
Amplió enormemente los territorios otomanos en el noroeste de África y los extendió hasta las costas del Océano Atlántico.
Varios buques de guerra de la Armada turca llevan el nombre de Salah Reis.